# Hispano-Suiza 40HP
La 40HP era un'autovettura di lusso prodotta dal 1906 al 1909 dalla Casa automobilistica spagnola Hispano-Suiza.

## Profilo
La 40HP fu lanciata alla fine del 1906 al Salone di Parigi, ma già un anno prima erano aperte le ordinazioni, e la prima di queste vetture fu prenotata dall'allora sovrano di Spagna, re Alfonso XIII, appassionato di automobili e grande estimatore delle Hispano-Suiza.
La 40HP montava un motore a 4 cilindri in linea da 7433 cm³, ed andava a scontrarsi con una concorrenza piuttosto nutrita, e composta tra l'altro dalle francesi Renault 35CV, Peugeot Type 113 e Panhard & Levassor 35CV. Le prestazioni erano buone, considerando che si riuscivano a raggiungere i 100 km/h a pieno carico. 
Nel 1907 la vettura fu ribattezzata 40/50 HP. La sua carriera commerciale terminò nel 1909.